# Léonard Groguhet
 (juin 2017).
Si vous disposez d'ouvrages ou d'articles de référence ou si vous connaissez des sites web de qualité traitant du thème abordé ici, merci de compléter l'article en donnant les références utiles à sa vérifiabilité et en les liant à la section « Notes et références ».
Léonard Groguhet, de son vrai nom, Groguhet Léonard, est un acteur de nationalité ivoirienne né le 20 août 1939 à Daloa, en Côte d'Ivoire et décédé le 3 septembre 2021.   

## Biographie

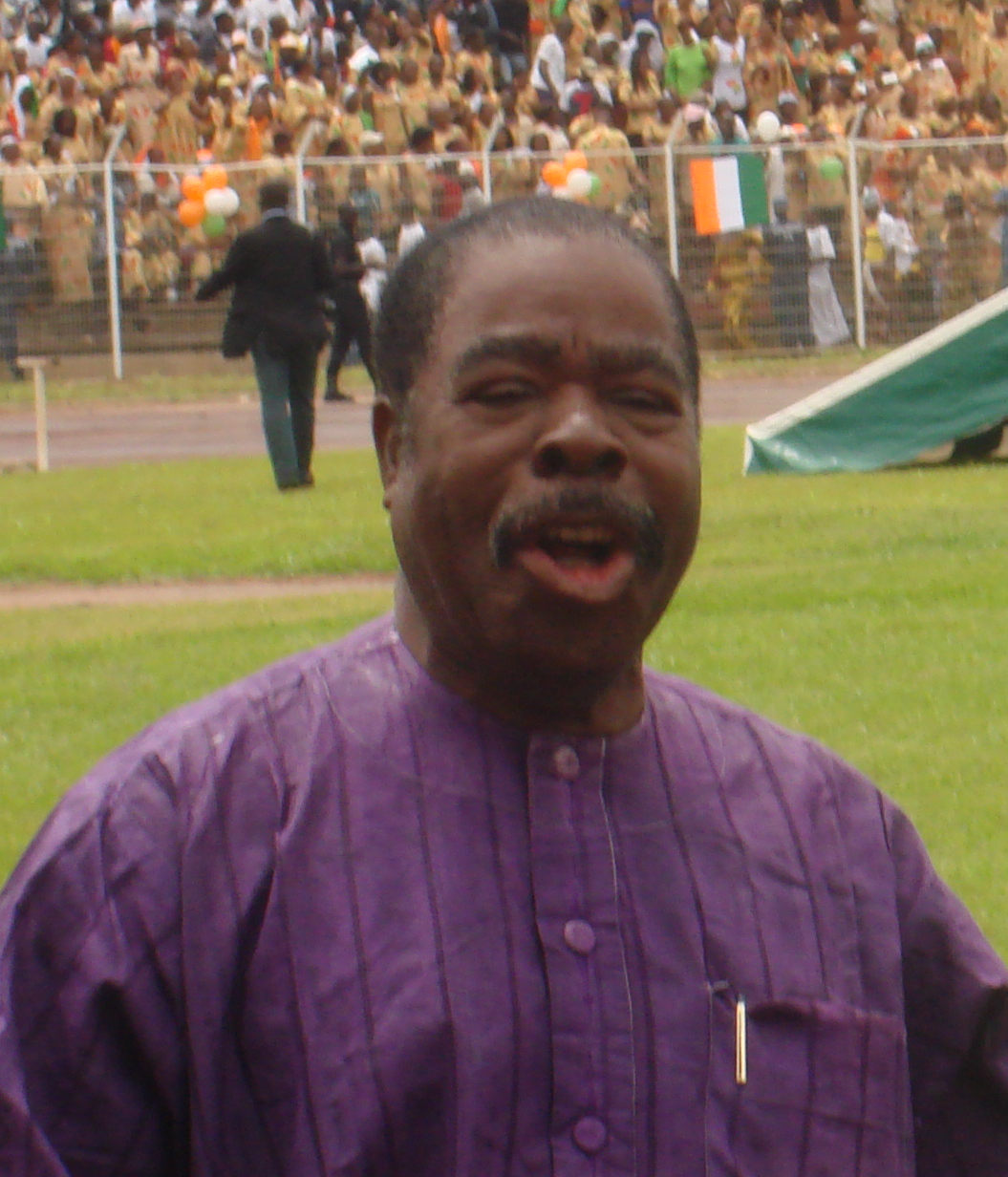
Léonard Groguhet lors du lancement de la série Ma Grande Famille.

Léonard Groguhet est le fils de Gbaily Groguhet. Il a effectué ses études primaires à Daloa de 1947 à 1952. Il a exercé la fonction de commis d'administration avant son service militaire de 1954 à 1958. En 1959, il rentre de Saint Louis et s'inscrit au Centre national d'Art dramatique et joue dans des pièces comme Le Médecin malgré lui. En 1961, il intègre le Centre d'Art Dramatique à Paris pour une formation de trois ans. En 1965, il intègre l'Institut d'Études Théâtrales de la Sorbonne pour apprendre auprès du professeur Jacques Scherer. Il achève ses études théâtrales à l'Université Internationale du Théâtre de 1966 à 1968. Il exerce ensuite le métier de professeur d’interprétation à l'École Nationale de Théâtre de l'Institut National des Arts d'Abidjan. En 1969, Léonard Groguhet travaille à la Radiodiffusion Télévision Ivoirienne comme responsable d'émissions telles que Le Stop dans le vent, Télé-week-end, Pour ou contre, devenue plus tard Comment ça va ?.
Il a réalisé une émission de télévision satirique très célèbre, Comment ça va ?, laquelle a été arrêtée en 1994.
En 2007, une rue ivoirienne a été baptisée du nom du célèbre humoriste. Reliant le boulevard Latrille au Lycée Technique, cette voie fait de Léonard Groguhet, l'un des rares artistes ivoiriens avec Alpha Blondy à être ainsi honoré de son vivant.
Il décède à l'âge de 82 ans dans la nuit du 3 septembre 2021.

## Carrière

### Cinéma et télévision
- 1998 : Mamie Watta ;
- 2000 : Un mariage pas comme les autres ;
- 2002-2007 : Ma famille, téléfilm ;
- 2017 : Bienvenue au Gondwana.

### Théâtre
- 1965 : Pantagleize de Michel de Ghelderode, mise en scène René Dupuy, Théâtre Gramont ;
- 1967 : La Tribu de Jean-Hubert Sybnay, mise en scène Raymond Hermantier, Nouveau Théâtre Libre.